# Live at Soledad Prison
Live at Soledad Prison — концертний альбом американського блюзового музиканта Джона Лі Гукера, випущений у 1972 році лейблом ABC. Альбом в 1973 році був номінований на премію «Греммі».

## Про альбом
Це альбом був записаний 11 червня 1972 року, коли Джон Лі Гукер був запрошений для виступу в'язниці в Соледаді, Каліфорнія. Ця в'язниця із системою виправного навчання знаходиться на 101-й автомагістралі, що пролягає від Сан-Франциско до Лос-Анджелеса. Запис концерту здійснювала компанія Wally Heider Recording. Тут Гукер грає зі своїм сином Джоном Лі Гукером-молодшим (він тут співає три пісні, одну з яких дуетом з батьком), гітаристами Лютером Такером і Чарлі Граймсом, басистом Лексом Сільвером та ударником Кеном Свонком. Гурт виконує версію «I'm Your Crosscut Saw» (адаптовану Гукером-молодшим), а також старі хіти Гукера «Lucille» і «Serve Me Right to Suffer».

## Визнання
3 березня 1973 року в Нешвіллі на 15-й церемонії нагородження премії «Греммі» альбом був номінований в категорії «Найкращий запис етнічного або традиційного фолку (включаючи традиційний блюз)».

## Список композицій
1. «Superlover» (Джон Лі Гукер, мол.) — 4:07
2. «I'm Your Crosscut Saw» (народна, адапт. та аранж. Джон Лі Гукер, мол.) — 5:16
3. «What's the Matter Baby» (Джон Лі Гукер) — 3:35
4. «Lucille» (Джон Лі Гукер) — 6:36
5. «Boogie Everywhere I Go» (Джон Лі Гукер) — 8:24
6. «Serve Me Right to Suffer» (Джон Лі Гукер) — 7:15
7. «Bang Bang Bang Bang» (Джон Лі Гукер) — 4:17

## Учасники запису
- Джон Лі Гукер — вокал (3—7), гітара
- Джон Лі Гукер-молодший — вокал (1, 2, 5)
- Лютер Такер, Чарлі Граймс — гітара
- Лекс Сільвер — бас-гітара (Fender)
- Кен Свонк — ударні

Технічний персонал
- Ед Мішель — продюсер, текст
- Stamp, Asher & Annin — фотографія
- Джордж Вайтмен — дизайн альбому